# Eurovision (réseau)
Cet article concerne le réseau. Pour le concours, voir Concours Eurovision de la chanson. Pour autres significations, voir Eurovision.
Le réseau Eurovision est un important réseau multi-service d'échange entre différentes chaines télévisions, membres de l'Union européenne de radio-télévision (UER). Le 6 juin 1954, la première émission officielle est diffusée depuis Montreux en Suisse, les téléspectateurs de huit pays d'Europe pouvant suivre en direct sur leur écran le reportage réalisé pour la Fête des Narcisses.
Il ne faut pas confondre le réseau Eurovision avec le Concours de l'Eurovision qui est un évènement organisé chaque année par l'Union européenne de radio-télévision : le Concours de l'Eurovision transite par le réseau Eurovision mais ce n'est pas le rôle principal de ce réseau.
Il utilise un réseau satellitaire ainsi que de nombreuses fibres optiques à travers les 5 continents. C'est un réseau vital pour l'échange de flux d'actualité et d'événements sportifs à travers le monde.
Par son implantation très large, le réseau Eurovision est considéré comme le plus grand réseau vidéo du monde. 
Il est géré 24 heures par jour et 365 jours par an depuis la salle de contrôle située au siège de l'Union européenne de radio-télévision à Genève en Suisse.
Les principales activités d'Eurovision sont :
- l'échange d'information ;
- la négociation des droits de retransmission d'événements sportifs ;
- l'organisation de la retransmission d'événements sportifs et culturels, dont le Concours Eurovision de la chanson et le concert du nouvel an de l'Orchestre philharmonique de Vienne[2].

## Débats des Spitzencandidaten
Le 15 mai 2014, le débat entre les prétendants à la Commission dans le cadre des élections européennes de 2014 est pour la première fois organisé et retransmis en Eurovision,.
Le 15 mai 2019, un débat entre les six candidats à la présidence de la Commission européenne est organisé au parlement européen de Bruxelles avec une diffusion en direct par Eurovision, et une traduction dans les vingt quatre langues.
Les six candidats sont : Nico Cué (Parti de la gauche européenne) ; Ska Keller  (cheffe du Parti vert européen) ; Jan Zahradil (Alliance of Conservatives and Reformists in Europe), Margrethe Vestager (Alliance des démocrates et des libéraux pour l'Europe) ; Manfred Weber, PPE; Frans Timmermans (Parti socialiste européen).
Le débat du 23 mai 2024 est organisé à 15 heures, heure d'été d'Europe centrale, à Strasbourg, mais est retransmis en Eurovision et en direct dans les différents 27 États membres de l'Union européenne. Il se tient en langue anglais, mais est traduit dans les différentes 23 autres langues officielles de l'Union européenne. Le débat porte sur six thématiques: Économie et emploi, Défense et sécurité, Climat et environnement, Démocratie et leadership, Migration et frontières, Innovation et technologie. Les cinq candidats de gauche à droite sont: Ursula von der Leyen, Parti populaire européen, Nicolas Schmit, Parti socialiste européen, Terry Reintke, Verts européens, Sandro Gozi, Renouveler l'Europe maintenant et Walter Baier, Gauche européenne. Le débat est animé par Annelies Beck et Martin Řezníče,,,,,,,. Il s'agit alors des élections européennes de 2024.